# Корнеліу Менеску
Корнеліу Менеску (рум. Corneliu Mănescu; *6 лютого 1916, Плоєшті — †26 червня 2000, Бухарест) — міністр закордонних справ Румунії.

## Освіта
Народився 6 лютого 1916, початкову освіту здобув у Плоєшті. В 1940 закінчив факультет економіки та права Бухарестського університету. Будучи студентом, публікував свої статті в різних румунських виданнях. Як журналіст, він був особливо зацікавлений в міжнародних відносинах.

## Кар'єра
У 1944 працював в Інституті статистики.
У 1948 був призначений керівником вищого політичного відділу армії. У період з 1955 по 1960 був заступником голови Державного комітету з планування.
У 1960 Менеску став директором політичного департаменту Міністерства закордонних справ.
З березня 1961 займає посаду міністра закордонних справ.
19 вересня 1967 був обраний президентом XXII сесії Генеральної Асамблеї ООН, це був перший випадок, коли представник соціалістичної країни був обраний на цю посаду.
Менеску був членом Румунської комуністичної партії з 1936. На IX з'їзді Комуністичної партії 1965 він був обраний до складу ЦК.
Менеску колишній заступник міністра національної оборони в ранзі підполковника (1948-1955), командувач Центрального Будинку армії (1952). 10 жовтня 1960 призначений послом в Угорщині (до 30 травня 1961), після того, як став міністром закордонних справ (1961-1972). Був членом РКП (1965-1980).

## Сім'я
В 1950 одружився з Дойною Добреску, яку любив називати Дана. Мав дочку Олександру.